# Línea 501 (Mar del Plata)
La Línea 501 es una línea de colectivos del Partido de General Pueyrredón, en la ciudad de Mar del Plata, provincia de Buenos Aires, Argentina. El servicio es operado por la empresa General Pueyrredón S.A.T., bajo la concesión de Transportes Peralta Ramos S.A, unas de las más importantes del sistema urbano local.
La flota está compuesta por unidades modernas, carrozadas por Metalpar, montadas sobre chasis Mercedes-Benz y Agrale, una o dos de ellas adaptadas para personas con movilidad reducida.

## Recorrido
En el siguiente enlace se podrá visualizar y consultar el recorrido de la Línea 501
Click Aquí